# 刘嘉 (燕王)
刘嘉（？—前152年），汉朝宗室，西汉第六代燕王。其父燕敬王刘泽是汉高帝从祖昆弟。

## 生平
前178年，其父刘泽死后，刘嘉袭位燕王，在位二十六年。前152年，刘嘉去世，子刘定国继位，后因与庶母私通，被汉武帝废位。
| 前任： 父刘泽 | 西汉燕王 前177年－前152年 | 繼任： 子刘定国 |